# Ана/Дойна – Мідія
Ана/Дойна — Мідія — румунський газопровід, який споруджується для подачі ресурсу з кількох офшорних родовищ.
Трубопровід, прокладання якого почалось у 2020 році, споруджується в межах проекту розробки блоку Midia XV. Від встановленої в районі з глибиною моря 85 метрів підземної установки родовища Дойна ресурс подаватиметься по газопроводу довжиною 18 км та діаметром 200 мм до платформи родовища Ана, розміщеної в районі з глибиною 67 метрів. Від платформи Ана до берегового приймального терміналу блакитне паливо транспортуватиметься по трубопроводу довжиною 125 км (в тому числі 121 км офшорної частини) та діаметром 400 мм. В подальшому до Дойни повинні під'єднати родовище Клара.
Від установки підготовки газ подаватиметься по перемичці довжиною 25 км та діаметром 500 мм до магістральної системи Ісакча – Негру-Воде (споруджена кілька десятиліть назад для транзиту у напрямку Болгарії, а наразі перетворена у бідирекціональну). За рік сюди повинні будуть подавати до 1 млрд м3 газу при робочому тиску 5,5 МПа.